# Municipio de Patterson (Pensilvania)
El municipio de Patterson (en inglés: Patterson Township) es un municipio y lugar designado por el censo ubicado en el condado de Beaver en el estado estadounidense de Pensilvania. En el año 2000 tenía una población de 3.197 habitantes y una densidad poblacional de 726.6 personas por km².

## Geografía
El municipio de Patterson se encuentra ubicado en las coordenadas 40°44′48″N 80°19′56″O / 40.74667, -80.33222.

## Demografía
Según la Oficina del Censo en 2000 los ingresos medios por hogar en la localidad eran de $41,364 y los ingresos medios por familia eran $49,402. Los hombres tenían unos ingresos medios de $42,286 frente a los $24,459 para las mujeres. La renta per cápita para la localidad era de $21,982. Alrededor del 5,3% de la población estaban por debajo del umbral de pobreza.